# Mécanisme de règlement des différends entre investisseurs et États
Un mécanisme de règlement des différends entre investisseurs et États (en anglais Investor-state dispute settlement, ISDS en abrégé) est un instrument présent dans de nombreux accords de libre-échange, qui permet aux entreprises d'attaquer un État devant un tribunal arbitral international comme le Centre international pour le règlement des différends relatifs aux investissements (CIRDI), organe dépendant de la Banque mondiale basé à Washington. L'un des arbitres est nommé par l'entreprise, le deuxième par l'État et le troisième par la secrétaire générale de la Cour permanente d'arbitrage.

## Principe
Une entreprise qui investit dans un pays autre que le sien s'expose à un risque juridique : le pays hôte peut prendre des décisions nuisant à son activité ou ne pas respecter certains engagements envers elle. Afin de réduire le risque pris par les investisseurs, certains pays acceptent de mettre en place un dispositif pour régler de façon impartiale les différends éventuels entre ces investisseurs et les États qui les accueillent.

## Accords portant sur les investissements
Un mécanisme de règlement des différends entre investisseurs et États est prévu dans de nombreux traités de libre-échange ou d'investissement, par exemple :
- l'Accord de libre-échange nord-américain (ALENA) (chapitre 11) ;
- l'Accord bilatéral d'investissement entre l'Australie et Hong Kong ;
- l'Accord économique et commercial global entre l'Union européenne et le Canada (AECG).

Ces accords définissent des règles encadrant les actions que les États peuvent prendre ayant un effet sur la rentabilité des investissements dans l'un des pays signataires de l'accord. Ils précisent également comment un différend éventuel sera réglé. Parmi les règles les plus fréquentes relatives aux décisions que les États peuvent prendre, on trouve :
- le principe de non-discrimination : les règles qui s'appliquent à une entreprise doivent s'appliquer à toutes ;
- des règles relatives aux expropriations (indemnisations, etc.).

### Expropriation
Si la définition de l'expropriation est peu ambigüe, celle de l'expropriation indirecte a été pendant longtemps moins claire. Le texte de l'Accord économique et commercial global entre l'Union européenne et le Canada tente une clarification de cette notion. Celle-ci nécessite de prendre en compte les effets économiques d'une mesure qui pourrait être prise par un État. Le texte de l'accord inclut des dispositions précisant que les mesures « conçues et appliquées pour protéger des objectifs légitimes d'intérêt public, tels que la santé, la sécurité ou l'environnement » ne sont pas assimilables à des expropriations indirectes« sauf dans les rares circonstances où l’impact de la mesure [...] apparaît manifestement excessif »,.

## Exemples

### Différends
Selon un rapport de la Conférence des Nations unies sur le commerce et le développement en 2013 les États ont obtenu gain de cause dans 42 % des cas, contre 31 % pour les entreprises. Les cas restants ont été conclus par un règlement à l'amiable.
Dans le cadre de l'Accord de libre-échange nord-américain, à une exception près en 25 ans, toutes les indemnisations versées à des entreprises dans des affaires relatives à l'environnement faisaient suite à des plaintes de sociétés américaines contre des politiques publiques canadiennes.

### Menaces
Avant le déclenchement d'un différend, une multinationale peut aussi menacer un État qui envisage un projet de loi d'avoir recours à une procédure en arbitrage international. Ce fut le cas pour la loi française interdisant la production d'hydrocarbures, dite « loi Hulot », de 2017, dont les ambitions ont dû être revues à la baisse à la suite de l'intervention de la société pétrolière canadienne Vermilion Energy. Celle-ci invoqua ses droits émanant de la  charte énergétique européenne signée en 1994, et fit valoir que le projet portait atteinte à son droit de propriété et à sa liberté d'entreprendre.

## Critiques
Ce mécanisme est utilisé par certaines entreprises pour freiner l'adoption de nouvelles lois par les États.
Dans le domaine de la santé, le cigarettier Philip Morris a ainsi attaqué l'Australie à propos de sa décision de mettre en place des paquets de cigarettes sans logo en s'appuyant sur un traité d'investissement entre Hong Kong et l'Australie. Il est à noter que Philip Morris a réorganisé ses investissements après l'annonce par l'Australie de son intention de mettre en place les paquets neutres afin de bénéficier de cet accord : Philip Morris Asie (basé à Hong-Kong) a acheté Philip Morris Australie le 23 février 2011. Le 14 avril 2014, la Cour permanente d'arbitrage a accepté le recours de l'Australie, qui contestait la légitimité de la plainte de Philip Morris au motif que le rachat de Philip Morris Australie n'aurait pas eu d'autre objectif que de permettre d'attaquer la loi en préparation. Bien que Philip Morris ait finalement perdu la bataille juridique auprès du Cirdi, la menace de poursuites a été utilisée par l'entreprise pour retarder l'adoption de mesures similaires dans d'autres pays, notamment la France, le Royaume-Uni, et la Nouvelle-Zélande, qui a préféré repousser sa décision jusqu'à l'issue de la procédure australienne. Ainsi, les mécanismes de règlement des différends entre investisseurs et États peuvent avoir des effets dissuasifs qui limitent la souveraineté des États. Par ailleurs, bien que le jugement ait établi que la procédure engagée par Philip Morris était entièrement non fondée, l'entreprise n'a dû rembourser que la moitié des frais engagés par l'Australie, qui s'élèvent à 24 millions de dollars australiens (environ 15 millions d'euros).
Philip Morris est également en conflit contre l'Uruguay (affaire Philip Morris v. Uruguay), au motif que la politique de lutte contre le tabagisme menée par ce pays dévalorise la valeur des marques et des investissements de la compagnie. Il s'appuie pour cela sur un traité bilatéral d'investissements entre la Suisse (la maison-mère de Philip Morris est basée à Lausanne) et l'Uruguay. La directrice générale de l'Organisation mondiale de la santé, Margaret Chan, a également exprimé ses réserves à propos des effets potentiellement néfastes sur la santé publique des nouveaux accords régionaux, notamment l'accord de partenariat transpacifique et le partenariat transatlantique de commerce et d'investissement.
La promulgation de nouvelles lois pour davantage protéger l'environnement est aussi rendue plus difficile et donc ralentie par l'existence de ces mécanismes d'arbitrage. Ainsi, dans une affaire opposant le fonds d'investissement Renco group (en) au gouvernement du Pérou, Renco réclame un dédommagement au gouvernement péruvien parce que celui-ci avait exigé qu'une entreprise du groupe nettoie la pollution massive que ses activités avaient occasionné dans le pays. La filiale a été déclarée en faillite en 2010 et l'environnement de la région concernée est toujours hautement toxique. La société Renco ne se contente pas de ne pas assumer sa responsabilité de société-mère ; elle réclame 800 millions de dollars de dédommagement au Pérou pour la perte de sa filiale, ainsi que le remboursement des dommages éventuels que Renco pourrait avoir à payer si le Pérou obtenait gain de cause dans une plainte déposée aux États-Unis au nom des enfants péruviens victimes de la pollution occasionnée par l'entreprise,. Dans un autre dossier, la société Pacific Rim Mining Corporation (en) poursuit le gouvernement du Salvador pour son refus d'octroyer à l'entreprise une licence d'extraction d'or. La compagnie s'appuie sur l'Accord de libre-échange d'Amérique centrale : la société Pacific Rim est canadienne mais opère aussi aux États-Unis, qui sont partie prenante à l'accord.
Les entreprises obtiennent parfois gain de cause et parviennent à faire annuler des décisions prises par les gouvernements. Ainsi, en 1997, la société Ethyl Gasoline Corporation a obtenu que le Canada annule l'interdiction de l'importation et du commerce du MMT, un composé toxique utilisé comme additif dans l'essence sans plomb.